# Jericó de María
Jericó de María är en ort i Mexiko.   Den ligger i kommunen Dolores Hidalgo och delstaten Guanajuato, i den centrala delen av landet, 270 km nordväst om huvudstaden Mexico City. Jericó de María ligger 1 987 meter över havet och antalet invånare är 123.
Terrängen runt Jericó de María är en högslätt. Runt Jericó de María är det ganska tätbefolkat, med 67 invånare per kvadratkilometer. Närmaste större samhälle är La Piedra, 3,2 km väster om Jericó de María. Trakten runt Jericó de María består till största delen av jordbruksmark.